# Gymnanthenea laevis
Gymnanthenea laevis är en sjöstjärneart som beskrevs av Hubert Lyman Clark 1938. Gymnanthenea laevis ingår i släktet Gymnanthenea och familjen Oreasteridae. Inga underarter finns listade i Catalogue of Life.